# (1593) Fagnes
(1593) Fagnes ist ein Asteroid des Hauptgürtels, der am 1. Juni 1951 vom belgischen Astronomen Sylvain Julien Victor Arend in Ukkel entdeckt wurde. 
Namensgebend für diesen Asteroiden war die belgische Landschaft Hohes Venn (franz.: Haute Fagnes).